# Paul Haggis
Paul Haggis, né à London en Ontario le 10 mars 1953, est un réalisateur, scénariste et producteur canadien. Il est connu comme réalisateur de Collision, Dans la vallée d'Elah, et comme scénariste de Million Dollar Baby, Mémoires de nos pères, Lettres d'Iwo Jima, Casino Royale ou encore Quantum of Solace.

## Biographie
Paul Haggis a créé toute une variété de programmes pour la télévision, comme la série Un tandem de choc, Walker, Texas Ranger, Génération Pub ou La Loi de Los Angeles. Il a reçu de nombreux prix dont deux Emmy Awards, le prix de la meilleure série de l'année, décerné par la TV Critics Association et six Gemini Awards. 
Passant de la télévision au cinéma, il a écrit et produit Million Dollar Baby de et avec Clint Eastwood. Il a d'ailleurs été cité à l'Oscar pour son scénario adapté de deux nouvelles de F.X. Toole sur la boxe. 
En 2004, il écrit et réalise Collision, qui remporte le Grand Prix au 31e Festival du cinéma américain de Deauville, et trois Oscars, dont le plus prestigieux, celui du meilleur film en 2006. 
Il adapte ensuite un roman de James Bradley sur la Seconde Guerre mondiale, Mémoires de nos pères que réalise Clint Eastwood, avant de signer le scénario du 21e James Bond, Casino Royale.
En 2010, il écrit et réalise Les Trois Prochains Jours, remake du film français Pour elle de 2008. Il revient à la réalisation trois ans plus tard avec Puzzle.

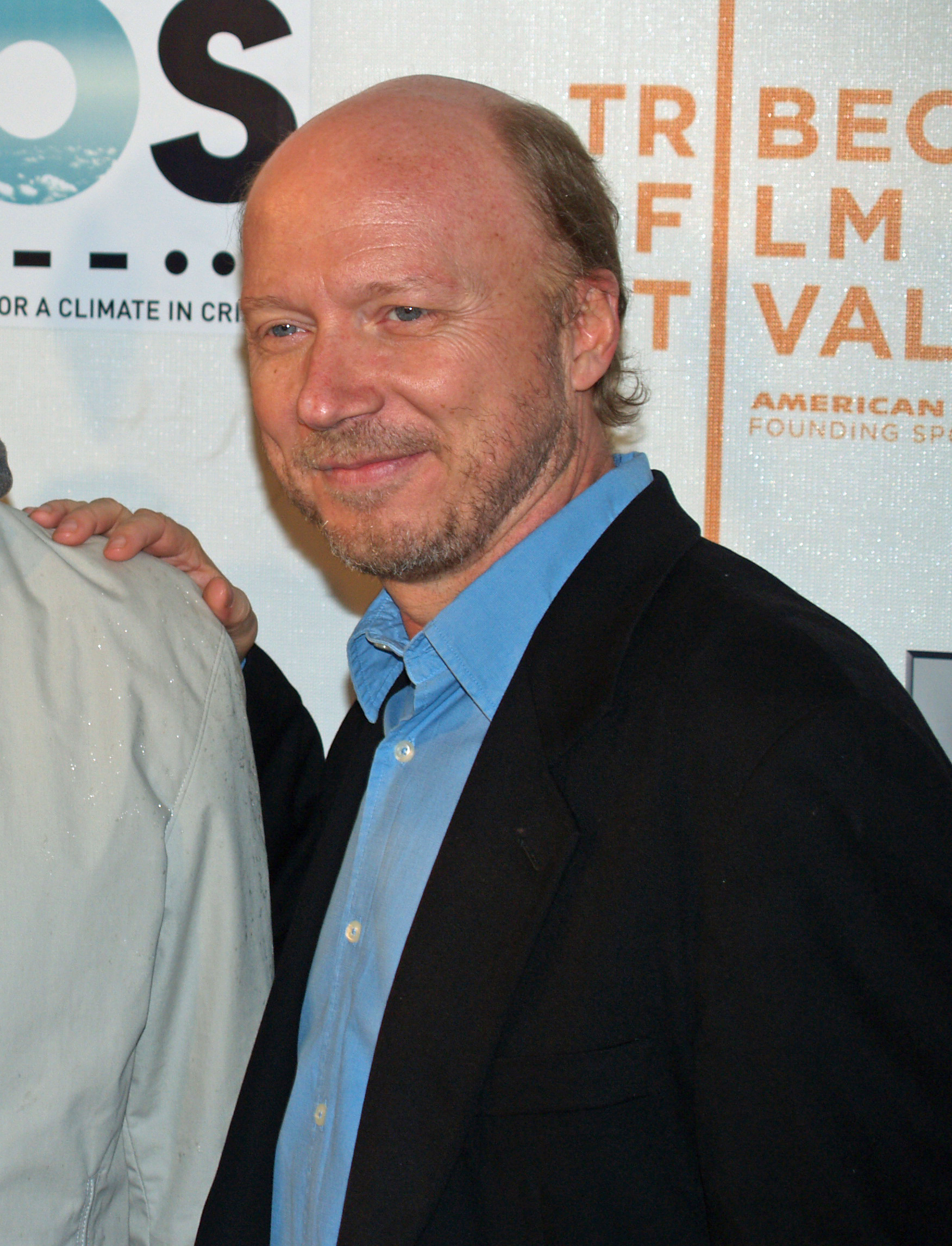
Paul Haggis en 2007.

En plus du cinéma et de la télévision, il participe à l'écriture du jeu vidéo Call of Duty: Modern Warfare 3 (2011).

### Vie privée
Haggis vit à Santa Monica, en Californie. Il a trois filles de son premier mariage avec Diana Gettas et un fils de son second mariage avec Deborah Rennard. Sa sœur cadette, Jo Francis, est monteuse de films ; ils ont travaillé ensemble sur plusieurs projets. 
Il a été membre pendant 35 ans de l'Église de Scientologie, avant de brusquement la quitter le 27 octobre 2009, pour cause du soutien de cette secte à une proposition ayant pour but d'interdire le mariage entre personnes de même sexe.
Durant le mouvement MeToo, il est dénoncé par plusieurs femmes pour des cas d'agressions sexuelles. En 2022, il est condamné pour viol.

## Filmographie

### Cinéma

#### Réalisateur
- 1993 : Red Hot
- 2004 : Collision (Crash)
- 2007 : Dans la vallée d'Elah (In the Valley of Elah)
- 2010 : Les Trois Prochains Jours (The Next Three Days)
- 2013 : Puzzle (Third Person)
- 2018 : 5B (documentaire) (coréalisé avec Dan Krauss)

#### Scénariste
- 2004 : Collision de lui-même
- 2004 : Million Dollar Baby de Clint Eastwood
- 2006 : Mémoires de nos pères (Flags of Our Fathers) de Clint Eastwood
- 2006 : Lettres d'Iwo Jima (Iōjima kara no tegami) de Clint Eastwood (histoire)
- 2006 : Casino Royale de Martin Campbell
- 2006 : Last Kiss (The Last Kiss) de Tony Goldwin
- 2007 : Dans la vallée d'Elah (In the Valley of Elah) de lui-même
- 2008 : Quantum of Solace de Marc Forster
- 2009 : Terminator Renaissance (Terminator Salvation) de McG
- 2010 : Les Trois Prochains Jours (The Next Three Days) de lui-même
- 2013 : Puzzle (Third Person) de lui-même

#### Producteur
- 2004 : Collision de lui-même
- 2004 : Million Dollar Baby de Clint Eastwood
- 2006 : Lettres d'Iwo Jima (Iōjima kara no tegami) de Clint Eastwood
- 2010 : Les Trois Prochains Jours (Three Next Days)
- 2013 : Puzzle (Third Person) de lui-même (coproducteur)
- 2016 : Gold de Stephen Gaghan (producteur délégué)

### Télévision
- 1987-1988 : Génération Pub (Thirtysomething) (scénariste)
- 1994-1999 : Un tandem de choc (Due South) (créateur)
- 1999-2002 : Associées pour la loi (Family Law) (créateur)
- 1993-2001 : Walker, Texas Ranger (cocréateur)

## Distinctions

### Récompenses
- Emmy Awards 1988 : meilleure série dramatique pour Génération Pub (partagé avec Edward Zwick, Marshall Herskovitz et Scott Winant)[4]
- Emmy Awards 1988 : meilleur scénario pour une série dramatique pour l'épisode Business as Usual de Génération Pub (partagé avec Marshall Herskovitz)
- Prix Gemini 1996 : prix du choix du Canada et meilleure série dramatique pour Un tandem de choc
- Festival du cinéma américain de Deauville 2005 : grand Prix du jury pour Collision
- American Screenwriters Association 2005 : prix du nouveau scénariste de l'année pour Million Dollar Baby
- Oscars 2006 : meilleur film et meilleur scénario original pour Collision
- BAFTA Awards 2006 : meilleur scénario original pour Collision
- Austin Film Critics Association Awards 2006 : meilleur réalisateur pour Collision
- Critics Choice Awards 2006 : meilleur scénariste pour Collision (partagé avec Robert Moresco)
- Chicago Film Critics Association Awards 2006 : meilleur scénario pour Collision (partagé avec Robert Moresco)
- Prix David di Donatello 2006 : meilleur film étranger pour Collision

### Nominations
- Oscars 2005 : meilleur scénario adapté pour Mémoires de nos pères
- Oscars 2006 : meilleur réalisateur pour Collision
- BAFTA Awards 2006 : meilleur réalisateur pour Collision
- Critics Choice Awards 2006 : meilleur réalisateur pour Collision
- Oscars 2007 : meilleur scénario original pour Lettres d'Iwo Jima (nommé avec Iris Yamashita)
- Saturn Awards 2007 : meilleur scénario pour Casino Royale (nommé avec Neal Purvis et Robert Wade)
- BAFTA Awards 2007 : meilleur scénario adapté pour Casino Royale (nommé avec Neal Purvis et Robert Wade)
- Prix David di Donatello 2008 : meilleur film étranger pour Dans la vallée d'Elah